# Liste der Monuments historiques in Juvigny (Marne)
Die Liste der Monuments historiques in Juvigny führt die Monuments historiques in der französischen Gemeinde Juvigny auf.

## Liste der Immobilien
| Bezeichnung        | Beschreibung                                                                                               | Standort                 | Kennzeichnung | Schutzstatus | Datum     | Bild           |
| ------------------ | --- | ------------------------ | ------------- | ------------ | --------- | -------------- |
| Château de Juvigny | von 1702 bis 1704 erbaut; mit Wassergräben, Wirtschaftsgebäuden, Park, Wirtschaftsgarten und Zufahrtsallee | Avenue du Château (Lage) | PA00078727    | Inscrit      | 1988 2010 | weitere Bilder |

## Liste der Objekte
| Bezeichnung                        | Beschreibung | Standort                                     | Kennzeichnung | Schutzstatus | Datum     | Bild           |
| ---------------------------------- | --- | -------------------------------------------- | ------------- | ------------ | --------- | -------------- |
| Orgel                              | Ensemble aus PM51001296 und PM51000503 | in der Kirche Assomption-de-la-Vierge (Lage) | PM51001757    | Classé       | 1975 1978 |                |
| Orgelempore und -prospekt          | 1662 von Martin Prestat für die Franziskanerkirche in Châlons-en-Champagne gebaut, 1791 durch René Cochu nach Juvigny versetzt                                                                          | in der Kirche Assomption-de-la-Vierge (Lage) | PM51001296    | Classé       | 1975      |                |
| Instrumentalteil der Orgel         | 1663 von Jehan de Villers für die Franziskanerkirche in Châlons-en-Champagne gebaut, 1666 durch Jacques Carrouge fertiggestellt, 1791 durch René Cochu nach Juvigny versetzt, danach mehrfach verändert | in der Kirche Assomption-de-la-Vierge (Lage) | PM51000503    | Classé       | 1978      |                |
| Kruzifix                           | Holz, 17. Jahrhundert | in der Kirche Assomption-de-la-Vierge (Lage) | PM51002550    | Inscrit      | 1977      |                |
| Skulptur Madonna mit Kind          | Holz, vergoldet, 18. Jahrhundert | in der Kirche Assomption-de-la-Vierge (Lage) | PM51002517    | Inscrit      | 1977      |                |
| Retabel                            | im rechten Seitenschiff; Holz, farbig gefasst, 18. Jahrhundert | in der Kirche Assomption-de-la-Vierge (Lage) | PM51003181    | Inscrit      | 1982      |                |
| Skulptur Notre-Dame de Juvigny     | Darstellung der Madonna mit Kind; Stein, 18. Jahrhundert | in der Kirche Assomption-de-la-Vierge (Lage) | PM51003180    | Inscrit      | 1982      |                |
| Skulptur Petrus                    | Stein, 19. Jahrhundert | in der Kirche Assomption-de-la-Vierge (Lage) | PM51002516    | Inscrit      | 1977      |                |
| Kanzel                             | Holz, 17. Jahrhundert; aus der Abteikirche St-Remi in Reims | in der Kirche Assomption-de-la-Vierge (Lage) | PM51000502    | Classé       | 1908      | weitere Bilder |
| Gemälde Porträt von Léon Godard    | Ölfarbe auf Leinwand, 1863 von Léon Gosse | im Château de Juvigny (Lage)                 | PM51003747    | Inscrit      | 2015      |                |
| Skulpturengruppe Mariä Himmelfahrt | Holz, vergoldet, 18. Jahrhundert | in der Kirche Assomption-de-la-Vierge (Lage) | PM51002515    | Inscrit      | 1977      |                |